# Giovanni Taddeo di Sant'Eliseo
Giovanni Taddeo di Sant'Eliseo, al secolo Juan Roldán Ibáñez (Calahorra, 17 agosto 1574 – Lérida, 5 settembre 1633), è stato un vescovo cattolico spagnolo.

## Biografia
Abbracciò ventiduenne la vita religiosa tra i carmelitani scalzi della provincia di Castiglia; nel 1596 prese l'abito a Valladolid assumendo il nome di Giovanni di Sant'Eliseo.
Quando i carmelitani scalzi si divisero nelle due congregazioni indipendenti di Spagna e d'Italia, per dare impulso al ramo italiano i suoi superiori, nel 1600, lo inviarono a Roma.
Nel 1604 papa Clemente VIII lo inviò, con alcuni confratelli, dallo scià di Persia ʿAbbās I il Grande come legato.
In onore dell'apostolo che per primo, secondo la tradizione, evangelizzò la Mesopotamia, aggiunse al suo nome quello di Taddeo.
Giunse a Esfahan nel 1607 e divenne superiore di tutte le missioni carmelitane di Persia e India. Apprese le lingue persiana, armena e araba e operò numerose conversioni tra i cristiani caldei e armeni.
Nel 1610 lo scià lo inviò come suo ambasciatore dal re di Polonia e dal papa, ma fu imprigionato ad Astrachan' e fu costretto a rientrare a Esfahan.
Giunto a Roma nel 1629 per trattare l'unione degli Armeni di Persia con la Chiesa romana, nel 1632 la Congregazione di Propaganda Fide lo elesse primo vescovo di Esfahan (fu il primo carmelitano scalzo a essere innalzato all'episcopato).
Di ritorno in Persia, viaggiando attraverso la Spagna, morì a seguito di una caduta dalla mula che cavalcava.

## Genealogia episcopale
La genealogia episcopale è:
- Arcivescovo Filippo Archinto
- Papa Pio IV
- Cardinale Giovanni Antonio Serbelloni
- Cardinale Carlo Borromeo
- Cardinale Gabriele Paleotti
- Cardinale Ludovico de Torres
- Cardinale Guido Bentivoglio
- Cardinale Bernardino Spada
- Vescovo Giovanni Taddeo di Sant'Eliseo, O.C.D.